# غابرييل أنور
غابرييل أنور (بالإنجليزية: Gabrielle Anwar)‏ (مواليد 4 فبراير 1970) ممثلة إنجليزية اشتهرت بعد أدائها دور الأميرة مارجريت تيودور في المسلسل التلفزيوني التاريخي الخيالي على أسرة تيودور، وأيضا لرقصها رقصة التانغو مع آل باتشينو في فيلم عطر امرأة .

## نشأتها
ولد أنور في قريةلالهام، في مقاطعة سري، للعائلة عرقية مختلطة من والدتها الممثلة شيرلي هيلز ، ووالدها طارق أنور منتج أفلام ومحرر. كانت جدتها لأبيها يهودية نمساوية، بينما كان جدها لأبيها مسلمًا هنديًا، ارتادت غابرييل مدرسة لالهام سي من إي الابتدائية والمتوسطة من 1975 إلى 1982. بنهاية الفصل الدراسي للقديس ترينيان في الحفل الموسيقي للمدرسة عام 1982 اعطت إشارة مبكرة إلى ميولها المسرحية. درست الدراما والرقص في أكاديمية إيطاليا كونتي للفنون المسرحية في لندن.

## حياتها الشخصية
كانت غابرييل أنور على علاقة بالممثل كريج شيفر، ولديها منه ابنة (ولدت عام 1993). ارتبطت بالزواج من الممثل جون فيريا من عام 2000 إلى عام 2005، ولديها منه ابن وابنة.
في أبريل 2010، بدأ أنور مواعدة شريف مالنيك، نجل ألفين مالنيك. في أغسطس 2015، تزوجا في مونتانا. يعيشون في جزيرة بالم، فلوريدا.

## روابط خارجية
- غابرييل أنور على موقع IMDb (الإنجليزية)
- غابرييل أنور على موقع روتن توميتوز (الإنجليزية)
- غابرييل أنور على موقع ألو سيني (الفرنسية)
- غابرييل أنور على موقع أول موفي (الإنجليزية)
- غابرييل أنور على موقع قاعدة بيانات الأفلام السويدية (السويدية)
- غابرييل أنور على موقع إن إن دي بي (الإنجليزية)
- غابرييل أنور على موقع قاعدة بيانات الفيلم (الإنجليزية)
- غابرييل أنور على موقع كينوبويسك (الروسية)